# Baldovce
Baldovce (in ungherese Baldóc, in tedesco Eckersdorf o Baldowitz) è un comune della Slovacchia facente parte del distretto di Levoča, nella regione di Prešov.

## Storia
Fu menzionato per la prima volta nelle cronache storiche nel 1272.